# Bokod (Hungria)
Bokod é um município da Hungria, situado no condado de Komárom-Esztergom. Tem 29,93 km² de área e sua população em 2015 foi estimada em 2.064 habitantes.